# Comuna Novomîkolaiivka, Jovtnevîi
Novomîkolaiivka (în ucraineană Новомиколаївка) este o comună în raionul Jovtnevîi, regiunea Mîkolaiiv, Ucraina, formată din satele Kosteantînivka și Novomîkolaiivka (reședința).

## Demografie
Componența lingvistică a comunei Novomîkolaiivka
     Ucraineană (89,47%)
     Rusă (7,74%)
     Română (1,46%)
     Alte limbi (0,7%)
Conform recensământului din 2001, majoritatea populației comunei Novomîkolaiivka era vorbitoare de ucraineană (89,47%), existând în minoritate și vorbitori de rusă (7,74%) și română (1,46%).